# María del Carmen Valverde Valdés
María del Carmen Valverde Valdés (México, 7 de septiembre de 1962 - México, 4 de octubre de 2020) fue una historiadora mexicana interesada en la cultura del México prehispánico, especialmente en la historia, religión y artes plásticas de la cultura maya. Su trabajo fue de los más especializados en esta cultura.

## Trayectoria académica
Estudió la licenciatura en Historia en la Facultad de Filosofía y Letras de la Universidad Nacional Autónoma de México (UNAM). Su trabajo de tesis de licenciatura se tituló “El símbolo de la cruz entre los mayas”, tema que retomaría en varios momentos para referirse a la geometría del universo maya. Desde ese entonces mostró gran interés por la religión maya, en especial por sus simbolismos. En 1985 como parte de su servicio social se incorporó al seminario de investigación sobre dioses mayas por el Centro de Estudios Mayas (CEM). En 1990 se convirtió en investigadora en el CEM del Instituto de Investigaciones Filológicas de la  UNAM, posteriormente ocupó la coordinación de dicho centro (2005 - 2010). También fue coordinadora del Posgrado en Estudios Mesoamericanos de la UNAM (2010-2018).
Realizó una maestría en Historia  y un doctorado en Estudios Mesoamericanos, ambos por la  Facultad de Filosofía y Letras de la UNAM. Su tesis de doctorado, bajo la dirección de la Dra. Mercedes de la Garza, se tituló El simbolismo del jaguar entre los mayas, de la que se desprenderían múltiples publicaciones, entre ellas su célebre libro Balam. El jaguar a través de los tiempos y los espacios del mundo maya. En esta obra profundiza su análisis sobre los simbolismos que había iniciado años atrás, en esta ocasión ofreciendo una explicación muy completa sobre la apasionante imagen del jaguar. La elección de este felino como su objeto de estudio no fue del todo fortuita, pues era uno de los animales que más interesaban a su esposo, el biólogo Arcadio Ojeda, quien dedicó su tesis de licenciatura a su estudio. Como resultado de este interés compartido, publicarían un libro conjunto.
Formó parte del Sistema Nacional de Investigadores (Nivel I) y del Programa de Estímulos de la UNAM (PRIDE) teniendo el nivel D.

## Trayectoria en docencia
Impartió cursos a  nivel licenciatura en Etnohistoria en la Escuela Nacional de Antropología e Historia y en la Escuela Nacional de Conservación, Restauración y Museografía “Manuel del Castillo Negrete”. Además fue docente del Posgrado en Estudios Mesoamericanos, impartiendo las asignaturas de Literatura Maya y de Cultura Maya.
Participó activamente en conferencias, diplomados, talleres, presentaciones de libros en la Ciudad de México, la República Mexicana y en la Universidad de Salamanca. Participó en alrededor de veinticinco libros, más de 60 artículos, memorias, ponencias y proyectos para ingreso a posgrado.

## Publicaciones
1. Continuidad, cambios y rupturas en la religión maya, coordinadora María del Carmen Valverde Valdés, México, Instituto de Investigaciones Filológicas/UNAM, 2013.
2. "Tiempos rituales y textos de la resistencia”, en Revista Digital Universitaria [en línea], México, noviembre de 2012, vol. 13, núm. 10.
3. Las Imágenes precolombinas, reflejo de saberes, coordinadora María del Carmen Valverde Valdés, México, Universidad de Barcelona/Instituto de Investigaciones Filológicas/UNAM, 2011.
4. La noción de vida en Mesoamérica. Etnoclasificación, teorías de la persona y comunidad, coordinadora de María del Carmen Valverde Valdés, México, Centro de Estudios Mexicanos y Centroamericanos/Instituto de Investigaciones Filológicas/ UNAM, 2011.
5. Teoría e Historia de las religiones, coordinadora María del Carmen Valverde Valdés, México, Centro de Estudios Mayas/Instituto de Investigaciones Filológicas/UNAM, vol. 1 y 2, 2010.
6. Guía de Arquitectura y paisaje maya. The maya: an architectural and landscape guide, coordinadores Rodrigo Liendo Stuardo, María del Carmen Valverde Valdés, et al., México/Sevilla, UNAM/Junta de Andalucía/AECID, 2010, 585 pp.
7. Balam. El jaguar a través de los tiempos y los espacios del mundo maya, México, Centro de Estudios Mayas/Instituto de Investigaciones Filológicas/UNAM, 2004.